# Erioptera thalia
Erioptera thalia är en tvåvingeart som beskrevs av Alexander 1945. Erioptera thalia ingår i släktet Erioptera och familjen småharkrankar. Inga underarter finns listade i Catalogue of Life.